# Galve de Sorbe
Galve de Sorbe es un municipio y localidad española de la provincia de Guadalajara, en la comunidad autónoma de Castilla-La Mancha. El término municipal tiene una población de 95 habitantes (INE 2024).

## Historia
La población aparece nombrada ya en documentos en 1136, como «Galbe», y parece que su nombre deriva del nombre de un general árabe del califa Abderramán III, Galbi ben Amril. Se supone que en la ubicación de actual castillo, del siglo XV, hubo una fortaleza anterior árabe.
En época cristiana aparece por primera vez en el reinado de Alfonso XI de Castilla. Durante este periodo el infante Don Juan Manuel era señor del lugar, que contaba con una fortaleza que hubo de demoler para lograr la reconciliación con el monarca. A la muerte de aquel la población pasó a depender directamente de la Corona, hasta que 1 de octubre de 1354 Pedro I de Castilla la entregó como señorío a Íñigo López de Orozco. Su hija, doña Mencía, casada con el señor de la cercana Beleña de Sorbe, trató de vender la villa a comienzos del siglo XV, y acabó por hacerlo a dos de sus parientes, que la compraron juntos, Diego Hurtado de Mendoza, almirante mayor de Castilla, y Diego López de Zúñiga, justicia mayor del reino en marzo de 1403. En 1405, a la muerte del almirante, acabó la posesión mancomunada de la población, ya que el Justicia Mayor se apoderó de ella alegando deudas del fallecido, a pesar de las protestas de la familia de este.
El hijo de Diego López, de igual nombre, residió en la población y parece que fue el que ordenó construir el castillo que se conserva. Empeñó la villa a su mujer por ciertas deudas que le debía.
A mediados del siglo XIX, el lugar tenía contabilizada una población de 1079 habitantes. La localidad aparece descrita en el octavo volumen del Diccionario geográfico-estadístico-histórico de España y sus posesiones de Ultramar de Pascual Madoz de la siguiente manera:

GALVE: v. con ayunt. en la prov. de Guadalajara (12 1/2 leg.), part. jud. de Atienza (2), aud. terr. de Madrid (22 1/2), c. g. de Castilla la Nueva, dióc. de Sigüenza: sit. en posicion que le combaten libremente los vientos, principalmente el del N.; su clima es frio y las enfermedades mas comunes, reumas: tiene 100 casas; la consistorial con cárcel; un antiguo cast. desmantelado; escuela de instruccion primaria frecuentada por 70 alumnos de ambos sexos, á cargo de un maestro dotado con 900 rs.; dos fuentes de buenas aguas, de las que se surte el vecindario para beber y demas necesidades domésticas; una igl. parr. (la Asuncion de Ntra. Sra.) servida por un cura de provision real y ordinaria previo concurso. térm.: confina con los de Condemios de arriba, Cantalojas y Pinillo; dentro de él se encuentran varios manantiales y las ermitas de Ntra. Sra. del Pinar, la Soledad y San Antonio Abad: El terreno es de inferior calidad; comprende un monte pinar bien poblado, y le baña el r. Sorbe. caminos, los que dirigen á los pueblos limítrofes, en buen estado. correo, se recibe y despacha en la adm. de Atienza, por un balijero. prod.: trigo, cebada, patatas, maderas de construccion y yerbas de pasto, con las que se mantiene ganado vacuno y lanar churro, y fino siendo este el mas preferido; hay caza de jabalíes y corzos y pesca de truchas. ind.: la agrícola, dos molinos harineros y la carreteria. comercio: esportacion de algun ganado, lana y madera de pino; en cambio se importan los art. de consumo que faltan. pobl.: con la tierra 263 vec., 1,079 alm. cap. prod.: 4.526,240 rs. imp.: 362,100 contr.: 15,863. presupuesto municipal: 980 rs. se cubre con los fondos de propios.
(Madoz, 1847, p. 277)

Hasta la reforma de la nomenclatura municipal de 1916 el municipio se llamaba simplemente Galve. En dicha fecha su nombre fue modificado por el de Galve de Sorbe.

## Demografía
Galve de Sorbe cuenta con una población de 95 habitantes (INE 2024).
| Gráfica de evolución demográfica de Galve de Sorbe entre 1842 y 2021                                                |
| |
| Población de derecho según los censos de población del INE Población de hecho según los censos de población del INE |

## Patrimonio
- Castillo de Galve de Sorbe